# Lac Ostaboningue
Lac Ostaboningue är en sjö i Kanada.   Den ligger i regionen Abitibi-Témiscamingue och provinsen Québec, i den sydöstra delen av landet, 300 km nordväst om huvudstaden Ottawa. Lac Ostaboningue ligger 275 meter över havet. Arean är 32 kvadratkilometer. Den sträcker sig 25,0 kilometer i nord-sydlig riktning, och 13,9 kilometer i öst-västlig riktning.
I omgivningarna runt Lac Ostaboningue växer i huvudsak blandskog. Trakten runt Lac Ostaboningue är nära nog obefolkad, med mindre än två invånare per kvadratkilometer.